# Ezio Corlaita
Ezio Corlaita (Bolonia, 25 de octubre de 1889 - Bolonia, 20 de septiembre de 1967) fue un ciclista italiano que corrió entre 1909 y 1921. Sus principales éxitos serían 3 etapas al Giro de Italia y la Milà-Sanremo de 1915. 

## Palmarés
- 1911
  - Vencedor de 2 etapas al Giro de Italia
- 1913
  - 1º en la Milà-Módena
- 1914
  - 1º en el Giro de Emilia
- 1915
  - 1º en la Milán-San Remo
- 1919
  - Vencedor de una etapa al Giro de Italia

## Resultados al Giro de Italia
- 1910. 4º de la clasificación general
- 1911. 5º de la clasificación general y vencedor de 2 etapas
- 1911. 7º de la clasificación general y vencedor de una etapa

## Resultados al Tour de Francia
- 1909. Abandona (7ª etapa)